# Луїс Апонте Мартінес
Лу́їс Апо́нте Марті́нес (ісп. Luis Aponte Martínez; 4 серпня 1922, Лахас — 10 квітня 2012, Сан-Хуан) — пуерто-риканський кардинал, архієпископ Сан-Хуана (1964–1999).

## Біографічні відомості
Навчався в семінарії Сан-Хуана, а згодом у семінарії святого Івана в Бостоні та в Бостонському університеті.
10 квітня 1950 року в Сан-Херман прийняв священиче рукоположення. У 1950—1960 роках служив як душпастир в дієцезії Понсе, був також секретарем дієцезіальної курії, інспектором католицьких шкіл своєї дієцезії та капеланом Національної гвардії.
23 липня 1960 року призначений єпископом-помічником Понсе. Єпископська хіротонія відбулася 12 жовтня 1960 року (головним святителем був архієпископ Нью-Йорка кардинал Френсіс Джозеф Спеллман). З квітня 1963 року він був коад'ютором, а з листопада того ж року — правлячим єпископом Понсе. Брав участь у Другому Ватиканському соборі. 4 листопада 1964 року призначений архієпископом Сан-Хуана і головою єпископської конференції Пуерто-Рико.
5 березня 1973 року Папа Павло VI надав архієпископові Апонте Мартінесу сан кардинала-пресвітера з титулом римської церкви Пресвятої Богородиці Провидіння на Монтеверде. Кардинал Апонте Мартінес брав участь у сесіях Всесвітнього Синоду Єпископів у Ватикані (в тому числі в спеціальній сесії для Церкви в Америці в листопаді і грудні 1997 року).
Кардинал Апонте Мартінес брав активну участь у громадському житті Пуерто-Рико, висловлював думку Церкви щодо різноманітних суспільних проблем. Зокрема виступав проти урядових програм контрацепції та примусової стерилізації.
26 березня 1999 року Папа Іван-Павло II прийняв відставку кардинала Апонте Мартінеса з поста архієпископа Сан-Хуанського у зв'язку з досягненням пенсійного віку. У серпні 2002 року, після сповнення 80-річчя, втратив право брати участь в наступному конклаві.
Помер 10 квітня 2012 року в Сан-Хуані.